# Dieter Klöckner (Musikwissenschaftler)
Dieter Klöckner (* 14. Januar 1935 in Köln; † 17. April 2025) war ein deutscher Musikwissenschaftler und Musikpädagoge. Er forschte und lehrte in den Bereichen Historische Musikwissenschaft (u. a. Verbindung von Geschichte und Musikgeschichte) und Musikpädagogik (schulischer Musikunterricht und Instrumentalunterricht).

## Leben
Dieter Klöckner wurde in Köln geboren und wuchs in Tirol (Österreich) und Köln auf. Nach dem Besuch des altsprachlichen Gymnasiums in Köln-Nippes studierte er zunächst an der Musikhochschule Detmold die Fächer Musik und Deutsch und war dann als Realschullehrer im Rheinland tätig. 1963 nahm er zusätzlich zu seinem Schuldienst das Studium der Musikwissenschaften an der Universität zu Köln auf, an der er 1970 zum Dr. phil promoviert wurde. Anschließend war er in verschiedenen Positionen (u. a. Vertretung einer C3-Professur) an der Pädagogischen Hochschule Bonn tätig. 1985 wechselte er als Dozent an die Hochschule für Musik Köln und wurde u. a. mit der Leitung des Seminars für Musikerziehung sowie mit der stellvertretenden Leitung des Prüfungsamtes für Musikschullehrer betraut. Darüber hinaus nahm er Gastprofessuren an der Pädagogischen Hochschule Krakau sowie an der Johann Wolfgang Goethe-Universität in Frankfurt am Main wahr.
Dieter Klöckner war 1971 Mitbegründer des ODHECATON, Ensemble für Alte Musik Köln, nahm an verschiedenen Konzertreisen in das europäische Ausland teil und wirkte bei etlichen Schallplatten und CDs mit.
Dieter Klöckner war mit Gunhild Klöckner (1934–2020) verheiratet und hatte zwei Kinder.

## Veröffentlichungen (Auswahl)
- Denss, Grevenbruch, Gerwig. In:  K.G. Fellerer (Hrsg.): Rheinische Musiker IV und V. Köln 1966–1968.
- Zupfinstrumentenbau. In: Die Musik in Geschichte und Gegenwart (MGG), XIV. 1. Auflage. Kassel*Basel, Sp. 1454–1478, 1968.
- Das Florilegium des Adrian Denss, Köln 1594 – Ein Beitrag zur Geschichte der Lautenmusik am Ende des 16. Jahrhunderts. Philosophische Dissertation, Universität zu Köln 1970.
- Grundschule mit Schwerpunkt Musik – Bericht über einen Schulversuch im Primarbereich. In: Musik und Bildung, Vol. 9, S. 511–513, 1974.
- Tonband und Cassette im Musikunterricht. In: Informationen, Veröffentlichungsorgan der Werkgemeinschaft Lied und Musik Düsseldorf, Vol. 11, S. 4–10, 1976.
- Grundschule mit Schwerpunkt Musik. In: Forschung in der Musikerziehung, S. 391–396, 1976.
- Chanson, Madrigal, Chorlied – Didaktischer Kommentar zur gleichnamigen Schallplatte der Reihe „Opus musicum“. Köln 1979.
- Geistliche und weltliche Musik der Renaissance im Umkreis der Fugger. In: Musik auf Schloss Kirchheim, hrsg. v. Harmonia Mundi. Freiburg 1980.
- Musikpädagogik: Historische, systematische und didaktische Perspektiven. Festschrift H. Antholz zum 65. Geburtstag, hrsg. v. H.G. Bastian und D. Klöckner. Düsseldorf 1982.
- Zum musikhistorischen Hintergrund des Märchens „Die Bremer Stadtmusikanten“. In: Bastian, Klöckner: Musikpädagogik. Düsseldorf 1982, S. 67–79.
- Die Suche nach sinnvoller Arbeitsteilung. Kooperation zwischen Grundschule und Musikschule – Wunsch und Wirklichkeit. In: Neue Musikzeitung (NMZ), Vol. 10–11, S. 21–22, 1983 (nachgedruckt in: S. Helms (Hrsg.): Musikpädagogik – Spiegel der Kulturpolitik. Regensburg 1988, S. 111–116).
- Musik im Fernsehen. In: Hopf, Heise, Helms (Hrsg.): Lexikon der Musikpädagogik. Regensburg 1984, S. 76–77.
- Hilfsmittel und Einrichtungen für den Musikunterricht. In: W. Gundlach (Hrsg.): Handbuch für den Musikunterricht Grundschule. Düsseldorf 1984, S. 489–504.
- Lautenmusik aus Polen und Ungarn (ST 25 33 294), Lautenmusik aus Deutschland und den Niederlanden(ST 25 33 302), Lautenmusik aus Frankreich(ST25 33 304), Musik für zwei und drei Lauten (ST 25 33 323). Kommentare zu Schallplatten der Archiv-Produktion der DGG.
- Scherz, Satire, Ironie und tiefere Bedeutung: Unterrichtsmodell „Saint-Saens – der Karneval der Tiere für die Primarstufe“. In: NMZ, 1985, Vol. 8–9, S. 25/27.
- Alte Musik in der Schule. In: H.G. Bastian (Hrsg.): Umgang mit Musik (Musikpädagogische Forschung, Band 6). Laaber 1985, S. 137–143; ampf.info (PDF)
- Überlegungen zu Rolle und Bedeutung der Musikpädagogik innerhalb der Ausbildung zum Musikschullehrer und selbständigen Musiklehrer. In: G. Kleinen (Hrsg.): Außerschulische Musikerziehung (Musikpädagogische Forschung, Band 7), Laaber 1987.
- Musikalische Erwachsenenbildung und Instrumentalunterricht. In: G. Holtmeyer (Hrsg.): Musikalische Erwachsenenbildung. Regensburg 1989, S. 104–114.
- Musikalische Grundausbildung – Möglichkeiten und Grenzen. In: H.G. Bastian (Hrsg.): Schulmusik und Musikschule in der Verantwortung – Begabungsforschung, Begabungsfindung und Begabungsförderung. Mainz 1997
- Gitarrenmusik im 20. Jahrhundert. In: MGG, Band 2. Kassel 1998.
- Allegri, Balletti, Becchi, Bianchini, Corkine, Denss. In: MGG, Band 1 + 2. Kassel, 1999, 2000 und 2001.
- Pilgerlieder des Spätmittelalters und der Renaissance. Band 500 Jahre Bentlager Schädelschrein – Tür zu einer weiteren Welt. Hrsg. v. Förderverein Kloster Bentlage. Münster 1999.
- La Danza – Tanzmusik der Renaissance, Tandernaken – Eine musikalische Rheinreise, Allerlei Däntz – Tanzmusik der Renaissance, Noe, noe – Weihnachtsmusik des 16. Jahrhunderts, Heigh ho holyday – Tanzmusik um 1600. Begleittexte zu den Schallplatten und CDs der Gruppe ODHECATON, FONO Münster / Musikwelt Laer 1970–1998 und 2000.
- Franz Grünkorn – Engagierter Musikpädagoge und charismatischer Chorleiter. Band Musikpädagogik und Musikalische Volkskunde. Festschrift Günter Noll zum 75. Geburtstag. Essen 2002.